# Marie Janson
Marie Janson (Bruxelles, 23 luglio 1873 – Uccle, 8 marzo 1960) è stata una politica belga, femminista, è una figura emblematica del Belgio perché è stata la prima donna belga a diventare membro del Senato belga.

## Biografia

### Famiglia
Marie Janson era figlia di Paul Janson e Anna-Augustine Amoré. Suo padre era un membro di spicco del movimento liberal-democratico in Belgio. Fu il fondatore della Fédération Progressiste. Suo fratello Paul-Émile Janson divenne primo ministro belga.
La madre di Marie, Anna-Augustine Amoré, era una donna di classe media ben istruita che lavorava come insegnante alla scuola di Isabelle Gatti de Gamond prima di sposarsi. Marie è stata anch'essa istruita in questa scuola.
Il 22 luglio 1894 Marie Janson sposò l'avvocato e scrittore Paul Spaak. La coppia ebbe quattro figli: colui che sarebbe diventato il primo ministro belga e il Segretario generale della NATO Paul-Henri Spaak, Madeline Spaak (* 1895), lo sceneggiatore Charles Spaak e il drammaturgo Claude Spaak, che era sposato con la partigiana Suzanne Spaak. Le attrici Agnès Spaak e Catherine Spaak sono le sue nipoti. Sua nipote Antoinette Spaak segue le sue orme: è diventata la prima donna belga a guidare un partito politico.

### Attività politica
Durante la prima guerra mondiale, Marie è stata attivamente coinvolta nel lavoro sociale. Di conseguenza, divenne membro del Partito Socialista Belga. Fu eletta consigliere comunale nel 1921 di Saint-Gilles. Nello stesso anno è stata selezionata dalla direzione del partito guidato da Emile Vandervelde per il Senato belga. Ha continuato a lavorare come membro del Senato cooptato fino al 1958.